# Dolicheremaeus yunnanensis
Dolicheremaeus yunnanensis är en kvalsterart som först beskrevs av Wen 1999.  Dolicheremaeus yunnanensis ingår i släktet Dolicheremaeus och familjen Tetracondylidae. Inga underarter finns listade i Catalogue of Life.